# نساء الريح
نساء الريح رواية للروائية الليبية رزان نعيم المغربي. صدرت الرواية لأوّل مرة عام 2010 عن دار ثقافة للنشر والتوزيع، بالاشتراك مع منشورات الاختلاف في الجزائر العاصمة. ودخلت في القائمة الطويلة للجائزة العالمية للرواية العربية لعام 2011، المعروفة باسم «جائزة بوكر العربية».

## حول الرواية
تروي الكاتبة الليبية «رزان نعيم المغربي» في هذه الرواية حكاية مؤثرة عن الصداقة بين النساء وحيوات النساء السرية، إذ تروي قصة حياة خادمة مغربية تطلب مساعدة النساء اللائي في حياتها لجمع ما يكفي من المال بغية الهرب على متن سفينة من سفن البحر الأبيض المتوسط. قبل أن تذهب البطلة في رحلتها الصعبة، نكتشف قصص النساء اللواتي ساعدنها، بدءًا من العراقية التي تؤدي دور الوسيط بينها وبين المهرّبين في البحر، مرورًا بكاتبة، وصولًا لفتاة صغيرة تخلّت عنها والدتها.